# Danmark ved sommer-OL 1952
Danmark deltog ved Sommer-OL 1952 med 146 sportsudøvere i femten sportgrene i Helsinki. Danmark kom på femtendepladsen med to guld-, en sølv- og tre bronzemedaljer.

## Medaljer
| 1952 Helsinki | Guld | Sølv | Bronze | Total |
| Danmark       | 2    | 1    | 3      | 6     |

## Medaljevinderne
| Danmark under sommer-OL 1952 i Helsinki | Danmark under sommer-OL 1952 i Helsinki                 | Danmark under sommer-OL 1952 i Helsinki | Danmark under sommer-OL 1952 i Helsinki | Danmark under sommer-OL 1952 i Helsinki |
| Medaljer                                | Udøver                                                  | Sport                                   | Øvelse                                  | Resultat                                |
| --------------------------------------- | ------------------------------------------------------- | --------------------------------------- | --------------------------------------- | --------------------------------------- |
| Guld                                    | Paul Elvstrøm                                           | Sejlsport                               | Finnjolle                               | 8209 points                             |
| Guld                                    | Peder Rasch Finn Haunstoft                              | Kano og Kajak                           | C-2 1000 meter, herrer                  | 4:38.3                                  |
| Sølv                                    | Lis Hartel på «Jubilee»                                 | Ridesport                               | Dressur                                 | 541.5 points                            |
| Bronze                                  | Svend Pedersen Poul Svendsen Jørgen Frantzen (styrmand) | Roning                                  | Toer med styrmand, herrer               | 8.34.9                                  |
| Bronze                                  | Viktor Jørgensen                                        | Boksning                                | Weltervægt                              | 0-3 i semifinalen                       |
| Bronze                                  | Karen Lachmann                                          | Fægtning                                | Fleuret                                 | 4 vundne og 3 tabte i finalerunden      |